# Sant Genís de l'Alentó
L'església de Sant Genís de l'Alentó, del poble desaparegut de l'Alentó, en el terme comunal rossellonès de Talteüll, a la Catalunya Nord, és una edificació religiosa actualment desapareguda.
Es trobava a la zona meridional del terme, a l'interior del darrer meandre del Verdoble abans d'abocar-se en l'Aglí.
L'església és esmentada en el segle XII: ecclesia D. Genesii de Alentad (1157), S. Genesius de Lentad in termino castri de Tautahull (1183), o ecclesia de Alentad (1196). Segons Pere Ponsich, aquest poble és el precedent de Talteüll: tenen el mateix patró, i no hi ha esments contemporanis de les dues església, ja que la del poble apareix en els documents quan la de l'Alentó deixa d'estar documentada.